# Parafia NMP Matki Kościoła i św. Tomasza Apostoła w Obolcach
Parafia NMP Matki Kościoła i św. Tomasza Apostoła w Obolcach – dawna rzymskokatolicka parafia znajdująca się na terenie obecnej Białorusi.

## Historia
Pierwszy kościół w Obolcach fundacji króla Polski Władysława II Jagiełły powstał w 1387. Był to pierwszy kościół katolicki na Białej Rusi. W 1397 ten sam król ufundował parafię. Kościół nosił wezwanie Imienia NMP. Parafia leżała w diecezji wileńskiej.
W 1619 powołano archidiakonat białoruski z siedzibą w Obolcach (jeden z dwóch archidiakonatów w diecezji). W 1744 parafia leżała w dekanacie orszańskim. Od 1783 parafia należała do archidiecezji mohylewskiej. W 1809 przebudowany został kościół. W 1848 zlikwidowano archidiakonat białoruski. W 1868 władze carskie cofnęły pozwolenie na pobyt księdza w Obolcach. Tym samym parafia uległa likwidacji, a obolecki kościół stał się kaplicą filialną parafii w Tołoczynie. Parafia została przywrócona pod koniec XIX w. Brak źródeł o losach parafii po rewolucji październikowej. 
Parafia formalnie istniała w latach 1999-2016 w diecezji witebskiej w dekanacie orszańskim, lecz nie posiadała świątyni. Obecnie wieś i znajdujący się w niej cmentarz podlegają pod parafię w Tołoczynie oddaloną o 30 km.